# High Peak (Devon)
High Peak ist eine teilweise erodierte Klippe an der Ärmelkanal-Küste in der Nähe von Sidmouth, Devon, im Süden Englands.

## Lage
High Peak und Peak Hill liegen westlich der Stadt Sidmouth, zwischen Sidmouth und dem Dorf Otterton. Sidmouth liegt 20 Kilometer östlich der Stadt Exeter, 14 Kilometer südlich von Honiton und etwa 16 Kilometer nordöstlich von Exmouth.
Der höchste Punkt von High Peak ist 157 Meter hoch.
Am Rande der Klippe befinden sich die Überreste von Erdwerken, die auf eine Besiedlung in der Eisenzeit, der antiken römischen Zeit und im dunklen Zeitalter hinweisen. Archäologische Untersuchungen haben gezeigt, dass die Erdwerke noch mehrere Dutzend Meter in ein Gebiet hineinreichten, das heute durch das Meer erodiert ist. Eine allgemeine Interpretation von High Peak lässt vermuten, dass es sich um ein eisenzeitliches Hill Fort handelte, das im dunklen Zeitalter Wiederverwendung gefunden hat, wahrscheinlich als befestigter Handelsplatz an der Küste.

## Jurassic Coast
Die Klippen von High Peak sind Teil der sogenannten Jurassic Coast (siehe auch: Liste der Orte entlang der Jurassic Coast).
Diese Küste und die Klippen entlang von Ost-Devon und Dorset gehören zu den herausragenden Naturdenkmälern Europas. Von Orcombe Point bis Old Harry Rocks, östlich von Studland Bay, erstreckt sich ein rund 155 Kilometer langer Küstenstreifen, der als erste Naturlandschaft in England von der UNESCO zum Weltnaturerbe erklärt wurde.
Die Gesteinsschichten entlang der Küste sind nach Osten geneigt. Deshalb befindet sich der älteste Teil im westlichen Bereich, progressiv jüngere Gesteine bilden die Klippen weiter östlich. Die natürlichen Aufschlüsse entlang der Jurassic Coast offenbaren eine kontinuierliche Abfolge der in Trias, Jura und Kreidezeit entstandenen geologischen Ablagerungen und repräsentieren etwa 185 Millionen Jahre der Erdgeschichte.

## Geologie

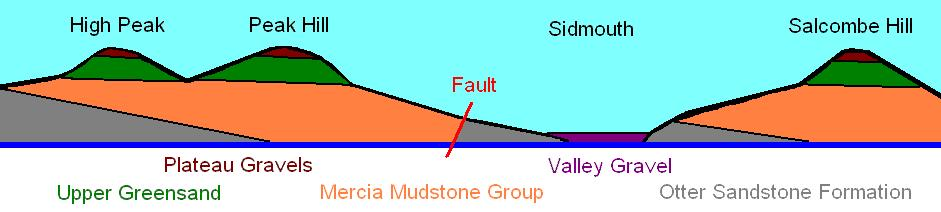
Geologie der Küste bei Sidmouth

Es gibt vier Schichtsequenzen entlang der Küste unterhalb des High Peak. Die Otter Sandstones bilden die Basisschicht der Klippen. Diese roten Sandsteine stammen aus einem heißen, trockenen Klima in der Trias vor etwa 220 Millionen Jahren. Die Ablagerungen in der Mitte der Felswand sind Mercia Mudstones. Die Formationen aus der Mercia-Mudstone-Gruppe bestehen aus Schichten verschiedener Tonstein-, Schluffstein- und Sandstein-Minerale. Sie wurden vor etwa 200 Millionen Jahren gebildet.
Oberhalb dieser Trias-Formationen befinden sich Ablagerungen aus der Kreidezeit. Die Felsformationen zeigen Schichten von Upper Greensand, die vor etwa 80 Millionen Jahren gebildet wurden.
Die Kuppe von High Peak Hill wird von Feuersteinkies gebildet. Diese Schicht ist wahrscheinlich ein Relikt der Kreide-Gesteine, die im frühen Tertiär vor etwa 60 bis 65 Millionen Jahren durch die Erosion weggewaschen wurde.
Entlang der Jurassic Coast liegt eine Reihe von Fossilienfundstellen. Unterhalb der Klippen von High Peak Hill und Peak Hill wurden Fossilien verschiedener Wirbeltiere (Fische, Reptilien und Amphibien) aus der Triasperiode gefunden.